# 韦林格通
韦林格通（Wellington），是印度泰米尔纳德邦The Nilgiris县的一个城镇。总人口20220（2001年）。

## 人口
该地2001年总人口20220人，其中男性10972人，女性9248人；0—6岁人口2342人，其中男1180人，女1162人；识字率82.00%，其中男性为86.78%，女性为76.33%。